# 713. Infanterie-Division
La 713. Infanterie-Division fu una divisione della Wehrmacht attiva durante la seconda guerra mondiale.

## Storia
La divisione fu istituita il 2 maggio 1941 come divisione di occupazione. Nel luglio dello stesso anno la divisione fu spostata in Grecia e entro settembre fu completamente trasferita a Creta e qui utilizzata come forza di occupazione, svolgendo anche compiti di guardia costiera. La divisione fu sciolta il 15 gennaio 1942 e assorbita nella neonata Festungs-Brigade 1 Kreta.

## Ordine di Battaglia
- Infanterie-Regiment 733
- Infanterie-Regiment 746
- Artillerie-Abteilung 653
- Divisionseinheiten 713

## Comandanti
- Generalmajor Franz Fehn (3 maggio 1941 - 15 gennaio 1942)[2]